# Louisa Janssen
Louisa Janssen est une chanteuse, une youtubeuse et une personnalité de la télévision néerlandaise, transgenre et d'origine tzigane. Elle est principalement connue pour la série de télé-réalité Onze transgender Liefde diffusée sur la chaîne TLC Nederland.

## Biographie

### Jeunesse
Louisa Janssen est née en 1985 de sexe masculin. On la prénomme Lowieke, elle est le fils aîné de sa famille. À l'âge de 12 ou treize ans, elle vit dans un camp de caravanes. Après avoir vu à la télévision le témoignage d'une femme transgenre et alors qu'elle est à l'hôpital à la suite d'une tentative de suicide, elle annonce à sa famille qu'elle veut vivre en fille et qu'elle est attirée par les hommes. Cette annonce est mal vécu par ses proches, pour qui ce sujet est tabou. Elle est mise à la porte et passe près de trois ans à la rue, menant une vie errante.  De cette période de sa vie, elle évoque la solitude, des épisodes de harcèlements à l'école marqués par la violence, de nombreuses agressions et des nuits à dormir « sous un pont, sous un arbre ou chez des gens qui craignent » . À quinze ans, en 2000, elle rencontre son compagnon Rowan van de Bovenkamp, un jeune homme trans. Cette adolescence difficile et cette rencontre forment la trame de fond du vidéoclip de sa chanson, Born to be me. Le couple se marie en 2015 et a un fils, Mikai, en décembre 2017.

### Débuts à la télévision
En 2003, Janssen apparaît pour la première fois à la télévision pendant les auditions de l'émission Idol sous son prénom Lowieke, mais elle n'est pas sélectionnée. Son désir d'accéder à la célébrité est évoqué en janvier 2006 dans un court reportage de l'émission Man Bijt Hond . Elle lance sa propre chaîne youtube en 2007, sur laquelle elle diffuse des vidéos sur son quotidien, ses chansons et sa transition. En novembre 2020, la chaîne compte plus de 29 000 abonnés.   
En 2010, Elle se présente à une autre émission de découverte de talents, My name Is, où elle incarne la chanteuse Cher. Cette année là, elle fait à nouveau l'objet d'un reportage, Van Lowieke naar Louisa, pour l'émission Man Bijt Hond.  Il est diffusé en novembre 2010 sur la chaîne NPO2 à l'occasion de la journée du souvenir trans.  En 2013, un entretien lui est consacré sur la chaîne VPRO.  

### Transition
Parallèlement à ces activités, elle entreprend sa transition médicalisée à l'âge de 20 ans, est suivie à Amsterdam et commence un traitement hormonal de substitution. Elle fait l'objet d'une opération de réattribution sexuelle en octobre 2011, qu'elle documente sur sa chaine YouTube. Elle a par la suite fait plusieurs opérations de chirurgie esthétique, également documentées sur sa chaîne youtube.  

### Télé-réalité

#### Onze Transgender Liefde
En 2015, Louisa Janssen et van de Bovenkamp se marient. L'évènement fait l'objet d'un documentaire, Onze transgender bruiloft (en français : Notre mariage transgenre) diffusé sur la chaine TLC . Le documentaire est suivi par la série de télé-réalité Onze transgender liefde (en français : Notre amour transgenre), qui suit la vie du couple.  Le programme est diffusé aux Pays-Bas, en Pologne, en Allemagne, au Danemark et en Italie.   

##### Première saison
Diffusion en juillet 2015, à l'occasion de la Gay Week de TLC, la chaine diffuse la première saison d'une série de télé-réalité sur la vie du couple transgenre Onze transgender liefde. Le couple tente de retrouver une vie normale après leur mariage, puis partent en Angleterre vivre dans une roulotte, pour découvrir comment les tziganes vivaient autrefois. 

##### Deuxième saison
Diffusion en octobre 2016. La saison met l'accent sur le désir du couple d'avoir un enfant, leur recherche d'un donneur de sperme adéquat et leurs différents sur l'éducation à venir de l'enfant.  

###### Incident du carnaval de Venlo
En février 2017, Louisa Janssen est publiquement humilié à l'ouverture du carnaval de Venlo, retransmis à la télévision. Sur le podium, devant plusieurs centaines de personnes, un participant, Ruud Stikkelbroek, entonne un chant transphobe où il la tourne en ridicule, expliquant que « Dorenavant Lowieke veut un petit enfant, mais Louisa n'est pas une vraie Elle » et que « c'est facile d'être enceinte : mets le toi toi-même dedans ». Janssen fait part de son désarroi sur Facebook et dans une vidéo publiée sur sa chaîne YouTube,. L'affaire provoque la réaction de la YouTube néerlandaise Jessie Maya (nl), de la branche limbougeoise du COC Nederland et attire l'attention des médias. Stikkelbroek, qui reçoit de nombreuses menaces, renonce à participer au carnaval et présente ses excuses. L'auteur du texte, Bert Pollux, exprime lui aussi ses regrets.      

###### Recht op Geluk
Quelques semaines plus tard, en avril 2017, après l'agression médiatisée d'un couple homosexuel à Arnhem, Janssen leur dédie une chanson, Recht op Geluk (Le droit au bonheur) aux accents de revendication personnelle et en publie la vidéo sur sa chaine youtube.      

##### Troisième saison
Diffusion en août 2017 - En juin 2017, le couple annonce attendre un enfant. Pendant cette saison, ils partent à la recherche de leurs racines respectives et de la culture tzigane à travers l'Europe, avec en toile de fond la grossesse de Rowan.
Van de Bovenkamp accouche d'un garçon, Mikaï, le 29 décembre 2017. Le 18 janvier 2018, la chaine TLC diffuse un documentaire centré autour de la grossesse de van de Bovenkamp qui éprouve à ce sujet des sentiments mêlés, ayant retardé le début de sa transition pour pouvoir porter l'enfant. On assiste aux préparatifs du couple autour de la naissance du bébé et de l'accouchement.

##### Quatrième saison
Diffusion en juillet 2018. L'accent est mis sur les préparatifs pour le baptême de Mikaï et sur van de Bovenkamp qui débute sa transition pour vivre son identité d'homme. Janssen, de son côté, songe à créer une entreprise.

##### Cinquième saison
Diffusion en juillet 2019. Van de Bovenkamp poursuit sa transition et s'appelle désormais officiellement Rowan. Il doit toujours perdre du poids en vue de ses opérations. Janssenveut poursuivre sa carrière de chanteuse et participer à l'Eurovision. Mikaï a désormais un an et il faut mettre des sécurités-bébé dans la maison,.

#### Louisa en Rowan: Eerste Hulp bij Poetsen
Diffusion en juillet 2020. Le couple parcourt les Pays-Bas à bord d'une voiture rose avec une mission : faire le grand nettoyage chez des particuliers qui, pour une raison ou une autre, ont cessé de faire le ménage chez eux,.

#### Autres apparitions
- 2013 : Liefde lust of laten lopen.  Émission de relooking.
- 2019 : De slechtste Chauffeur van Nederland.  Émission mettant en scène de mauvais conducteurs[25].

## Discographie
- 2015 : Leef je eigen leven
- 2016 : Voel me heet
- 2016 : Fiesta
- 2017 : Recht op geluk
- 2018 : De grootste lellebel
- 2019 : Born to be me
- 2020 : Soppen